# DBm

Tensiunea necesară a fi aplicată pe o rezistenţă de 600 Ω pentru a obţine dBm (puterea disipată căldură)

dBm (cu alte cuvinte dBmW sau Decibeli-miliwați) este o abreviere pentru raportul de putere exprimată în decibeli (dB) ca unitate de măsură pentru putere referindu-se la un singur miliwatt (mW).
{\displaystyle N{\text{(dBm)}}={\text{10}}\log _{10}{\frac {P_{o}}{P_{r}}}}
- unde {\displaystyle {P_{o}}} puterea care se măsoară
- unde {\displaystyle {P_{r}}}  puterea de referință {\displaystyle {\text{1mW=}}10^{\text{-3}}{\text{W}}}
- unde {\displaystyle N{\text{(dBm)}}} valoarea în decibeli per miliwatt

O creștere cu {\displaystyle {\text{10 dB}}} este echivalentă în putere cu o creștere de {\displaystyle {\text{10 ori}}}
O creștere cu {\displaystyle {\text{20 dB}}} este echivalentă cu o creștere de {\displaystyle {\text{100 de ori}}} a puterii.
Acestă unitate este utilizată la măsurătorile semnalelor de radio, microunde și rețele de fibră optică. 
Se măsoară in dBm (decibeli  per miliwatt) 
Pentru măsurătorile de semnal audio impedanța de sarcină nominală este {\displaystyle {\text{Z= 600 Ω}}} iar pentru radiofrecvență impedanța este de {\displaystyle {\text{Z= 50 Ω}}}.
La măsurătorile ce implică semnale audio, tensiunea aplicată pentru a obține pe impedanță de {\displaystyle {\text{ 600 Ω}}}  un nivel de  {\displaystyle {\text{(0 dBm)}}} rezultă din relațiiile următoare.
puterea de intrare 
{\displaystyle {P_{o}}} este de {\displaystyle {\text{1mW=}}10^{\text{-3}}{\text{W}}};
deoarece 
{\displaystyle P={\frac {U^{2}}{Z}}}, pentru o impedanță de intrare {\displaystyle {\text{Z= 600 Ω}}}
rezultă că  {\displaystyle U={\sqrt {PZ}}={\sqrt {10^{\text{-3}}600}}={\sqrt {0.6}}=0.775V}
O altă unitate de măsură absolută de putere  este dBW, care are ca referință  unitatea de măsură de 1 Watt (1000 mW).